# Việt Nam tại Thế vận hội Người khuyết tật Mùa hè 2004
Việt Nam đã tranh tài tại Thế vận hội Người khuyết tật Mùa hè 2004 ở Athens, Hy Lạp. Tham dự có bốn vận động viên thi đấu trong ba môn thể thao: điền kinh, cử tạ và bơi lội. Đoàn Việt Nam bao gồm toàn bộ các vận động viên nữ, đây là điều đặc biệt. Không ai trong số các vận động viên giành được huy chương.

## Điền kinh
Theo môn điền kinh, Như Thị Khoa tham gia nội dung chạy nước rút 200m và 400m, lần lượt trong các thương hạng T54 và T53. Trước đó, cô đã về đích đường đua với vị trí cuối, với thời gian 35,98. Sau đó, cô cũng là người cuối cùng về đích ở đường đua tiếp theo, hoàn thành cuộc đua trong 1:03.26.

## Cử tạ

### Nữ
| Vận động viên         | Nội dung | Kết quả | Hạng |
| --------------------- | -------- | ------- | ---- |
| Châu Hoàng Tuyết Loan | 48kg     | 80.0    | 5    |
| Nguyễn Thị Hồng       | 44kg     | 75.0    | 5    |

### Bơi lội
Trong môn bơi lội, ở nội dung bơi ếch 100m (thương hạng SB11), Nguyễn Thị Hạo đã không tham dự.